# Construcción blanda con judías hervidas
Construcción blanda con judías hervidas (Premonición de la Guerra Civil) es un cuadro realizado por el pintor español Salvador Dalí en 1936. La obra, de estilo surrealista, está pintada al óleo sobre lienzo y mide 100 x 99 cm. Actualmente se encuentra en el Philadelphia Museum of Art.

## Descripción
Esta obra es una de las más agresivas pintadas en toda la historia. Muestra el horror de la guerra civil española que se inició en el año en que fue pintada. En realidad, Dalí terminó la obra seis meses antes del estallido de la guerra y, hasta que ocurrió este acontecimiento, la pintura no tuvo el subtítulo "Premonición de la Guerra Civil". Aun así, Dalí parece ya saber que la posibilidad de una guerra era inminente, y pinta un monstruo amorfo de carnes que se estrangulan unas con otras.
La figura está constituida por una pierna y una extremidad de la que surge otra. Estas dos partes se intentan despedazar. Debajo del monstruo amorfo hay un pie, el cual tiene un dedo de gran tamaño.
Arriba se encuentra una cabeza sonriente inclinada hacia arriba, pareciendo ser cegada por el Sol. Esta cabeza recuerda mucho la pintura de Goya Saturno devorando a sus hijos, de carácter sombrío y terrorífico. 
La pintura también se inspira en El coloso de Goya, a quien había sugerido la obra los horrores de la invasión francesa de España durante las Guerras Napoleónicas. Sin embargo, la creación de Dalí es aún más visionaria que la de Goya.
Como en otras obras de Dalí, el elemento principal del título del cuadro (las judías o frijoles) se encuentran en una parte minúscula del mismo, sólo como un elemento secundario, recordando a La jirafa ardiendo donde la jirafa sale en un tercer plano muy alejado. Las judías cocidas son una de las frecuentes alusiones de Dalí a la comida en sus obras. Reflejan el carácter nutritivo que él otorga incluso a la arquitectura:

Basta decir que el modelo no podría existir para mí si no es en forma de metáfora intestinal. No solo el modelo, sino la misma objetividad ha sido comida. Por tanto, yo no puedo pintar más que a través de ciertos sistemas de delirio de la digestión.
Salvador Dalí

Un biombo se encuentra en el centro y, a la izquierda, un hombre, copia de otra pintura de Dalí, El farmacéutico del Ampurdán que no busca absolutamente nada.
El fondo es un paisaje rocoso, semidesértico y montañoso. El cielo, pintado de una forma extraordinaria, muestra algunas nubes de color verde claro y azul oscuro. La escena se desarrolla en el Ampurdán, la región de Cadaqués, Figueras, Port Lligat, los lugares más cercanos a Dalí. Dalí ya había tenido una breve experiencia de guerra civil cuando, en 1934, se proclamó la República de Cataluña y el artista huyó a Francia debido a los desórdenes producidos.